# اسکندر شاه سوری
سکندر شاه سوری یا اسکندر خان افغان (متوفی ۱۵۵۹) ششمین فرمانروای سلسله سور، از تبار افغان، در اواخر قرون وسطی در شمال هند بود. او پس از سرنگونی ابراهیم شاه سوری، سلطان دهلی شد.

## اوایل زندگی
نام واقعی سکندر شاه سوری، احمد خان سوری بود. او برادر همسر سلطان محمد عادل شاه بود. او قبل از اعلام استقلال از دهلی، تا سال ۱۵۵۵، فرماندار لاهور بود

## سلطنت
پس از این که سلطان مستقل شد و پنجاب را تحت کنترل درآورد، به سمت قلمرو تحت کنترل سلطان ابراهیم شاه سوری لشکر کشید. ابراهیم در نبردی در فراه هند در نزدیکی آگرا شکست خورد و سکندر دهلی و آگرا را به تصرف خود درآورد. در حالی که سکندر به مبارزه با ابراهیم مشغول بود، همایون گورکانی به کمک صفویه در فوریه ۱۵۵۵ لاهور را تصرف کرد. گروه دیگری از نیروهای او دیپالپور را تصرف کردند. سپس، ارتش همایون جالندر را هم اشغال کرد و لشکر پیش کشیده ایشان به سمت سرهند حرکت کرد. سکندر نیرویی متشکل از ۳۰۰۰۰ اسب فرستاد اما در نبردی در ماچیوارا از لشکر گورکانی شکست خوردند و سرهند توسط گورکانیان اشغال شد. سکندر، سپس خود ارتشی متشکل از ۸۰۰۰۰ سواره را رهبری کرد و در سرهند با ارتش گورکانی روبرو شد. در ۲۲ ژوئن ۱۵۵۵ شکست خورد و مجبور شد به تپه‌های سیوالیک در شمال پنجاب عقب‌نشینی کند. مغولان پیروز به دهلی رفتند و آنجا را اشغال کردند.

## پایان کار
در اواخر سال ۱۵۵۶ سکندر دوباره شورید. او در چمیاری (که در حال حاضر در منطقه امریتسار واقع است) سردار گورکانی به نام خضر خواجه خان را شکست داد و شروع به جمع‌آوری مالیات کلانور به عنوان مقر فرماندهی خود کرد. بایرام خان خانان به خان علم دستور داد به مصاف او رود و سرانجام در ۷ دسامبر ۱۵۵۶ اکبر به همراه بایرام خان دهلی را ترک کردند تا با او نبرد کنند. سکندر دوباره به سوی سیوالیک عقب‌نشینی کرد و در قلعه مائو تحت پادشاهی نورپور پناه گرفت. پس از شش ماه مقاومت در قلعه محاصره شده، سکندر قلعه را در ۲۵ ژوئیه ۱۵۵۷ تسلیم کرد راجا بخت مال حامی محلی او توسط بایرام خان سر بریده شد و سکندر را به بیهار فرستادند.